# Mésti
Mésti (grec moderne : Μέστη) est une localité située dans le dème d'Alexandroúpoli, dans le district régional d'Évros, dans la periphérie de Macédoine-Orientale-et-Thrace, en Grèce.
Selon le recensement de 2021, la localité compte 53 habitants.